# Leslie Johnson
Leslie Johnson (22. březen 1912, Walthamstow - 8. červen 1959, Withington) byl britský závodník formule 1.
Závodil s vozem ERA typu E v poválečné éře a také se s tímto voze zúčastnil prvního závodu Formule 1 Grand Prix Velké Británie. Pro Johnsona to bylo jediné vystoupení v mistrovství světa. Posléze se stal prezidentem značky ERA.
Jeho největší sportovní úspěchy jsou však spojeny s vozy konkurenční výroby. V roce 1948 vyhrál čtyřiadvacet hodinovku v SPA s vozem Aston Martin společně s Johnem Horsfallem. Následující rok jim obhajoba na této trati unikla jen o vlásek a tak skončili druzí. V roce 1950 sedí za volantem Jaguaru XK120, je třetí na Tourist Trophy a pátý na Mille Miglia, kde další rok dobyl čtvrtou příčku.
V roce 1954 stojí na startu v Le Mans a svůj vůz Frazer-Nash dovezl za pomoci Tommy Wisdoma na třetí příčku. Se stejným vozem startoval na Mille Miglia a s technickými problémy dokázal obsadit čtvrtou příčku.
Začátkem roku 1954 se zúčastnil Rallye Monte Carlo, ale během soutěže se mu zastavilo srdce, přežil je díky pohotovosti jeho spolujezdce. Svět automobilového opojení se mu definitivně uzavřel a nadále bojuje jen se svou srdeční slabostí, která byla příčinou jeho smrti v roce 1959.

## Vítězství
- 1948 24 h Spa – Aston Martin

## Formule 1
- 1950 bez bodů – ERA E

- 1 Grand Prix
- 0 vítězství
- 0 pole positions
- 0 nejrychlejších kol
- 0 bodů
- 0 x podium

## Nejlepší umístění na mistrovství světa F1
- 1950 odstoupil Grand Prix Velké Británie 1950